# Strange Behavior
Comportament ciudat (în engleză Strange Behavior, cunoscut și ca Dead Kids) este un film de groază slasher regizat de Michael Laughlin după un scenariu de Laughlin și  Bill Condon, o coproducție internațională între Statele Unite, Noua Zeelandă și Australia. În rolurile principale au interpretat actorii Michael Murphy, Louise Fletcher și Dan Shor. Intriga filmului urmărește o serie de crime bizare comise împotriva unor adolescenți într-un mic oraș din vestul mijlociu.
A fost produs de studiourile Hemdale Film Corporation, Fay, Richwhite & Company și a avut premiera la 16 octombrie 1981 în SUA și la 17 iunie 1982 în Australia, fiind distribuit de World Northal în SUA, Endeavour Productions în Noua Zeelandă și GUO Film Distributors în Australia. Coloana sonoră a fost compusă de Tangerine Dream. 
Filmul a fost conceput ca prima parte a Trilogiei Strange care a fost anulată după ce a doua parte, Strange Invaders, nu a reușit să atragă un public suficient de mare. Este un omagiu adus filmelor de groază pulp din anii 1950. Filmul este considerat o lucrare fundamentală a cinematografiei din Noua Zeelandă, fiind primul film de groază produs în țară. De atunci a devenit un film idol.

## Distribuție
- Michael Murphy - John Brady
- Louise Fletcher - Barbara Moorehead
- Dan Shor - Pete Brady
- Fiona Lewis - Gwen Parkinson
- Arthur Dignam - Dr. Le Sange
- Dey Young - Caroline
- Marc McClure - Oliver Myerhoff
- Charles Lane - Donovan
- Scott Brady - Detective Shea
- Beryl Te Wiata - Mrs. Haskell
- Elizabeth Cheshire - Lucy Brown
- Jim Boelsen - Waldo
- Bill Condon - Bryan Morgan
- William Hayward - Mr. Robinson
- Alma Woods - Mildred

## Producție și primire
Cu toate că povestea filmului are loc în Illinois, filmul a fost turnat în Auckland, Noua Zeelandă și filmat sub titlul Dead Kids.